# Mahāvīra (mathématicien)
Pour l’article homonyme, voir Mahāvīra.
Mahāvīra (ou Mahaviracharya, « Mahavira le Maître ») est un mathématicien jaïn du IXe siècle,, qui a contribué de manière significative au développement de l'algèbre. Il est l'auteur du texte indien le plus ancien consacré aux mathématiques, rédigé en 850 après J.-C, le Gaṇitasārasan̄graha (Ganita Sara Sangraha ou Ganitasara sahgraha) ou « Compendium de l'essence des mathématiques ». 

## Biographie
Tout ce que l'on sait de la vie de Mahāvīra est qu'il était jaïn (il a peut-être pris son nom en l'honneur du grand réformateur du jaïnisme Mahavira [vers 599-527 avant J.-C.]) et qu'il a écrit l'ouvrage Gaṇita-sāra-saṅgraha (« Compendium de l'essence des mathématiques ») sous le règne d'Amoghavarsha (vers 814-878) de la dynastie des Rashtrakuta,,.
La paternité de l'ouvrage astronomique Jyotis-apatala est également attribuée à Mahāvīra. Quelques manuscrits de ce titre sont mentionnés dans le Jina-ratna-kosa et le New Catalogus Catalogorum, mais sans mention d'auteur. Un autre ouvrage qui lui est attribué est le Chattisu, mais il s'agit également d'une sorte d'élaboration d'une partie du Ganitasara sahgraha réalisée par Madhavacandra Traivi-dya (vers l'an 1000). En tout état de cause Gaṇita-sāra-saṅgraha reste sa grande œuvre.
Mahāvīra souligne l'importance des mathématiques dans la vie séculaire et religieuse et dans toutes sortes de disciplines, y compris dans l'amour et la cuisine. Il est le premier à séparer l'astrologie des mathématiques. Il a exposé les mêmes sujets sur lesquels Aryabhata et Brahmagupta se disputaient, mais il les a exprimés plus clairement. L'accent est mis, dans une grande partie de son texte, sur le développement des techniques nécessaires à la résolution des problèmes algébriques. Il est très respecté parmi les mathématiciens indiens, en raison de sa définition d'une terminologie pour des concepts tels que le triangle équilatéral et isocèle, le losange, le cercle et le demi-cercle. 
La notoriété de Mahāvīra s'est répandue dans toute l'Inde du Sud et ses livres se sont avérés être une source d'inspiration pour d'autres mathématiciens de l'Inde du Sud. Il est traduit en langue télougou par Pavuluri Mallana sous le titre de Saara Sangraha Ganitamu,.

## Gaṇita-sāra-saṅgraha
L'ouvrage comprend 1 131 règles ou versets et exemples versifiés répartis en neuf chapitres :
1. Terminologie (70 versets)
2. Opérations arithmétiques (115 versets)
3. Opérations sur les fractions (140 versets)
4. Opérations diverses (72 versets)
5. La règle de trois (43 versets)
6. Opérations mixtes (337 1/2 versets)
7. Géométrie et mensuration (232 1/2 versets)
8. Problèmes de mélange (681/2 versets)
9. Ombres (triangles rectangles semblables) (52 1/2 versets)

### Opérations arithmétiques

#### Racines carrée et cubique
Mahāvīra a fait une observation remarquable en ce qui concerne la racine carrée d'un nombre négatif. Il a dit : « Un nombre négatif n'est pas carré par nature, c'est pourquoi il n'y a pas de racine carrée (réelle) de ce nombre ».

### Opérations sur les fractions
Dans les temps anciens, les fractions unitaires étaient considérées comme très importantes. Le Ganitasara sahgraha contient des résultats intéressants à ce sujet. 

#### Décomposition en fractions unitaires
Le Gaṇita-sāra-saṅgraha de Mahāvīra a donné des règles systématiques pour exprimer une fraction comme somme de fractions unitaires. Cela fait suite à l'utilisation des fractions unitaires en mathématiques indiennes à l'époque védique, et aux Śulba Sūtras' donnant une approximation de {\displaystyle {\sqrt {2}}} équivalente à {\displaystyle 1+{\tfrac {1}{3}}+{\tfrac {1}{3\cdot 4}}.-{\tfrac {1}{3\cdot 4\cdot 34}}},. 
Dans le Gaṇita-sāra-saṅgraha (GSS), la deuxième section du chapitre sur l'arithmétique est nommée kalā-savarṇa-vyavahāra (lit. « l'opération de la réduction des fractions »). La section bhāgajāti (versets 55-98) donne les règles suivantes: .
- Pour exprimer 1 comme somme de n fractions unitaires (GSS kalāsavarṇa 75, exemples en 76)[12]:

« rūpāṃśakarāśīnāṃ rūpādyās triguṇitā harāḥ kramaśaḥ /dvidvitryaṃśābhyastāv ādimacaramau phale rūpe // » : « Lorsque le résultat est 1, les dénominateurs des quantités ayant 1 comme numérateurs sont [les nombres] commençant par 1 et multipliés par trois, dans l'ordre. Le premier et le dernier sont multipliés par deux et deux tiers [respectivement] ».
{\displaystyle 1={\frac {1}{1\cdot 2}}+{\frac {1}{3}}+{\frac {1}{3^{2}}}+\dots +{\frac {1}{3^{n-2}}}+{\frac {1}{{\frac {2}{3}}\cdot 3^{n-1}}}}
- Pour exprimer 1 comme la somme d'un nombre impair de fractions unitaires (GSS kalāsavarṇa 77)[12]:

{\displaystyle 1={\frac {1}{2\cdot 3\cdot 1/2}}+{\frac {1}{3\cdot 4\cdot 1/2}}+\dots +{\frac {1}{(2n-1)\cdot 2n\cdot 1/2}}+{\frac {1}{2n\cdot 1/2}}}
- Pour exprimer une fraction unitaire {\displaystyle 1/q} comme la somme de n autres fractions aux numérateurs donnés {\displaystyle a_{1},a_{2},\dots ,a_{n}} (GSS kalāsavarṇa 78, exemples en 79) :

{\displaystyle {\frac {1}{q}}={\frac {a_{1}}{q(q+a_{1})}}+{\frac {a_{2}}{(q+a_{1})(q+a_{1}+a_{2})}}+\dots +{\frac {a_{n-1}}{(q+a_{1}+\dots +a_{n-2})(q+a_{1}+\dots +a_{n-1})}}+{\frac {a_{n}}{a_{n}(q+a_{1}+\dots +a_{n-1})}}}
- Pour exprimer toute fraction {\displaystyle p/q} comme une somme de fractions unitaires (GSS kalāsavarṇa 80, exemples en 81)[12] :

Choisir un entier {\displaystyle i} tel que {\displaystyle r={\frac {q+i}{p}}} est un entier, puis écrire 
{\displaystyle {\frac {p}{q}}={\frac {1}{r}}+{\frac {i}{r\cdot q}}}
et répéter le processus pour le second terme, de manière récursive. Noter que si {\displaystyle i} est toujours choisi pour être le plus petit de ces entiers, ceci est identique à l'algorithme glouton pour la décomposition en fractions égyptiennes.
- Pour exprimer une fraction unitaire comme la somme de deux autres fractions unitaires (GSS kalāsavarṇa 85, exemple en 86)[12]  on pose :

{\displaystyle {\frac {1}{n}}={\frac {1}{p\cdot n}}+{\frac {1}{\frac {p\cdot n}{n-1}}}}
où {\displaystyle p} est choisi tel que  {\displaystyle {\frac {p\cdot n}{n-1}}} est entier (donc {\displaystyle p} doit être un multiple de  {\displaystyle n-1}).
- Pour exprimer une fraction unitaire comme somme de deux fractions unitaires :

{\displaystyle {\frac {1}{a\cdot b}}={\frac {1}{a(a+b)}}+{\frac {1}{b(a+b)}}}
- Pour exprimer une fraction {\displaystyle p/q} comme la somme de deux autres fractions dont les numérateurs {\displaystyle a} et {\displaystyle b} sont donnés (GSS kalāsavarṇa 87, exemple en 88)[12] :

{\displaystyle {\frac {p}{q}}={\frac {a}{{\frac {ai+b}{p}}\cdot {\frac {q}{i}}}}+{\frac {b}{{\frac {ai+b}{p}}\cdot {\frac {q}{i}}\cdot {i}}}}
avec {\displaystyle i} tel que {\displaystyle p} divise {\displaystyle ai+b}.
Quelques règles supplémentaires ont été données dans le Gaṇita-kaumudi de Narayana Pandit au 14e siècle.

### Identités algébriques
Il donne des identités algébriques telles que
{\displaystyle a^{3}a+3a+5a+\cdots } ({\displaystyle a} termes)
{\displaystyle a^{3}=a^{2}+(a-1)[1+3+5+7+\cdots ]} ({\displaystyle a} termes)
{\displaystyle a^{3}=3[1\cdot 2+2\cdot 3+3\cdot 4+\cdots +(a-1)a]}
{\displaystyle a^{3}=a(a+b)(a-b)+b^{2}(a-b)+b^{3}}.
Il est le premier à donner la formule
{\displaystyle {\binom {n}{r}}={\frac {n(n-1)\cdots r}{r(r-1)\cdots 1}}}.
Il a trouvé des méthodes pour calculer le carré d'un nombre et les racines cubiques d'un nombre. Il a affirmé que la racine carrée d'un nombre négatif n'existe pas.

### Règle de trois
Voici un exemple de problème qui se formule comme un système d'équations linéaires :
Trois marchands trouvent une bourse sur la route. L'un d'eux dit : « Si je garde la bourse, j'aurai deux fois plus d'argent que vous deux réunis ». Le deuxième marchand dit : « Donnez-moi la bourse et j'aurai trois fois plus d'argent ». Le troisième marchand dit :« Je serai beaucoup plus riche que vous deux si je garde la bourse, j'aurai cinq fois plus d'argent que vous deux réunis ». Combien d'argent y a-t-il dans la bourse ? Combien d'argent possède chaque marchand ?
Si le premier marchands possède {\displaystyle x}, le deuxième {\displaystyle y}, le troisième {\displaystyle z} et si est le montant p est le montant de la bourse, alors 
{\displaystyle p+x=2(y+x),\ p+y=3(x+z),\ p+z=5(x+y)}.
Il n'existe pas de solution unique, mais la plus petite solution en nombres entiers positifs est :
{\displaystyle p=15,x=1,y=3,z=5p=15,x=1,y=3,z=5}.
Toute solution en nombres entiers positifs est un multiple de cette solution comme le dit Mahavira.

### Géométrie
Dans les problèmes de mensuration en géométrie, Mahāvīra donnait habituellement deux règles : l'une pour des résultats approximatifs et l'autre pour des résultats meilleurs ou plus précis. Il a traité toutes les figures planes habituelles. Pour le nombre {\displaystyle \pi }, il s'est conformé aux valeurs approchées  3 (« Jaina ») et plus précise {\displaystyle {\sqrt {10}}}.

#### Cercle inscrit
Le rayon du cercle inscrit dans un triangle est égal à l'aire du trangle divisé par la moitié de son périmètre (GSS kalāsavarṇa VII 223 1/2).

#### Ellipses
Mahāvīra est le premier mathématicien indien à traiter des caractéristiques d'une ellipse qu'il appelle ayata-vrtta (cercle allongé), mais ses règles sont approximatives. 
Pour une ellipse de grand rayon {\displaystyle a} et de petit rayon {\displaystyle b}, ses résultats « exacts » sont les suivants :
Aire = {\displaystyle b{\sqrt {4a^{2}-6b^{2}}}}
Périmètre ={\displaystyle b{\sqrt {16a^{2}+24b^{2}}}}.
Pour la calcul exact de l'ellipse, il a fallu attendre environ 800 ans pour acquérir le puissant outil qu'est le calcul intégral. Dans ce contexte, il convient d'apprécier la première tentative de Mahāvīra.

#### Figures rationnelles
La contribution de Mahāvīra à la formation des figures rationnelles est importante. Il appelle un triangle ou un quadrilatère janya (engendré) lorsque ses côtés, ses hauteurs et d'autres paramètres importants peuvent être exprimées en termes de nombres rationnels. Cette définition est la première reconnaissance claire des nombres irrationnels en mathématiques, dont la définition formelle a dû attendre encore plusieurs siècles.